# Vimeca

Logo der Vimeca

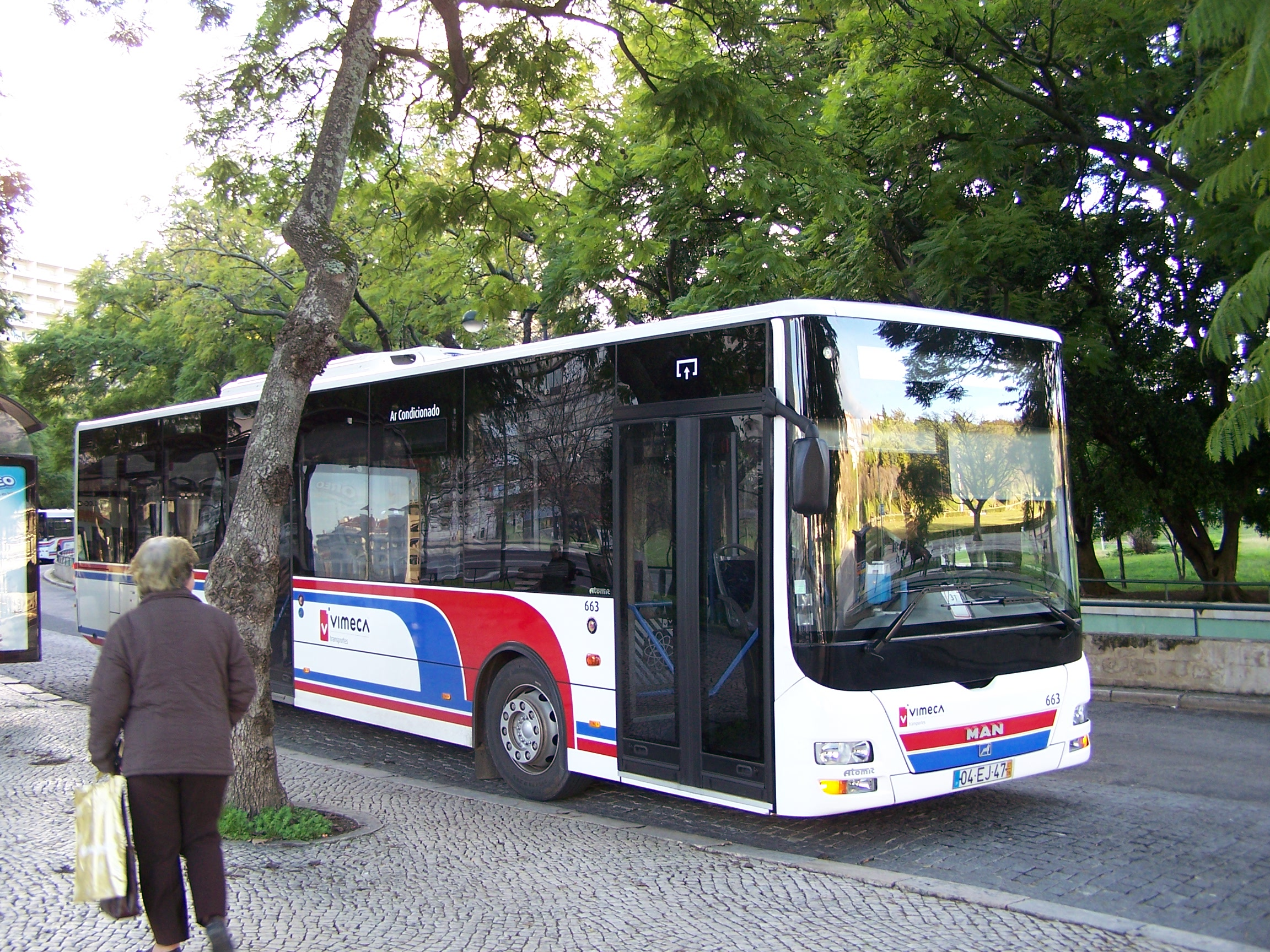
Bus der Vimeca am Praça Marquês de Pombal

Vimeca Transportes Lda., kurz Vimeca, ist ein portugiesisches Busverkehrsunternehmen, das vor allem Stadtbusse im Westen Lissabons und Oeiras betreibt. 
Die Busgesellschaft Vimeca wurde am 21. September 1931 gegründet, zuerst betrieb sie Pferdekutschen zwischen Carnaxide und Algés im Westen Lissabons. Ende der 1930er Jahre beschaffte die Vimeca erstmals Dieselbusse. Seitdem betreibt Vimeca vor allem Personenverkehr im Kreis Oeiras sowie eine Verbindung von Oeiras nach Lissabon. 1995 wurde der staatliche Busbetreiber Rodoviária Nacional privatisiert, Vimeca kaufte dabei einen Teil der Busbetriebe in Lissabon und Oeiras und betreibt diese seitdem unter der Marke Lisboa Transportes. Heute ist Vimeca Teil der Unternehmensgruppe Imorey, zu der unter anderem auch die Hotelkette Fénix gehört. 
Vimeca beschäftigt etwa 400 Busfahrer und besitzt 225 Dieselbusse. Täglich werden etwa 175.000 Fahrgäste befördert, Vimeca betreibt außerdem elf Verkaufsstellen. Teilweise erhält Vimeca staatliche Zuschüsse, gemeinsam mit anderen Busunternehmen im Jahr 2007 4,935 Millionen Euro.